# Il Messaggero
Il Messaggero, fondato nel 1878, è uno storico quotidiano nazionale con sede a Roma, di proprietà della Caltagirone Editore. È l'ottavo quotidiano italiano per diffusione e il più venduto nella capitale. La sua storica sede è in via del Tritone 152, in un edificio d'inizio Novecento.

## Storia

### Fondazione

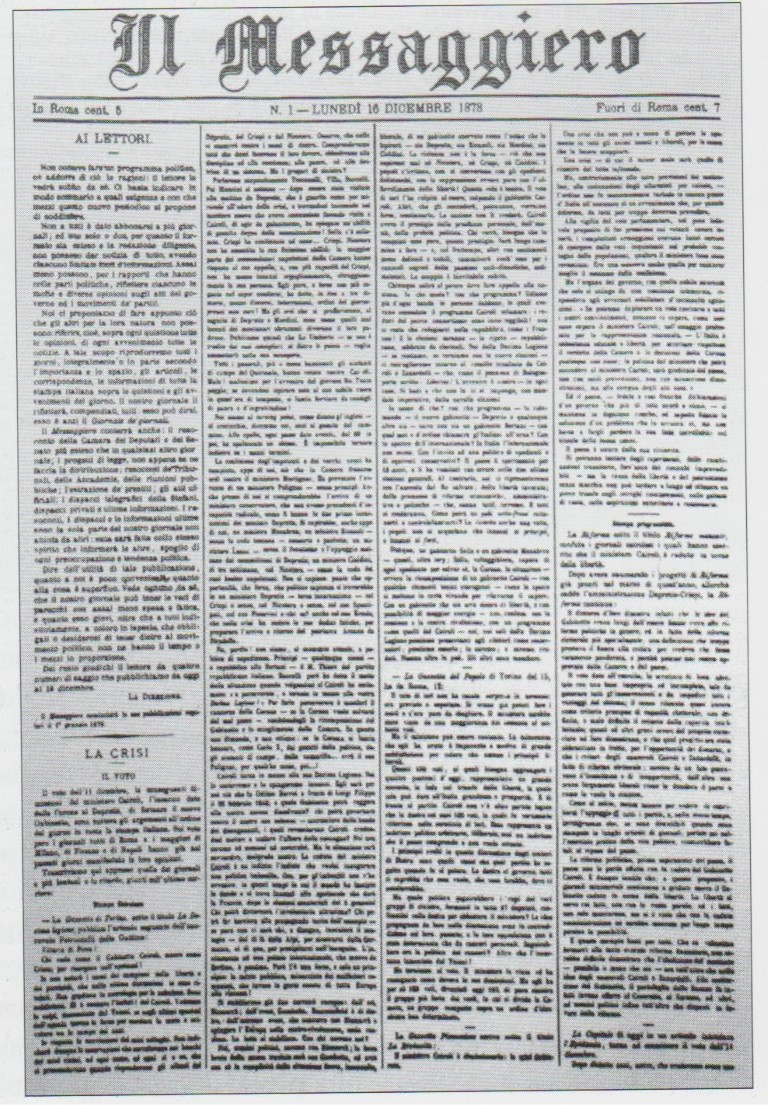
Numero di prova del quotidiano «Il Messaggiero», uscito a Roma il 16 dicembre 1878.

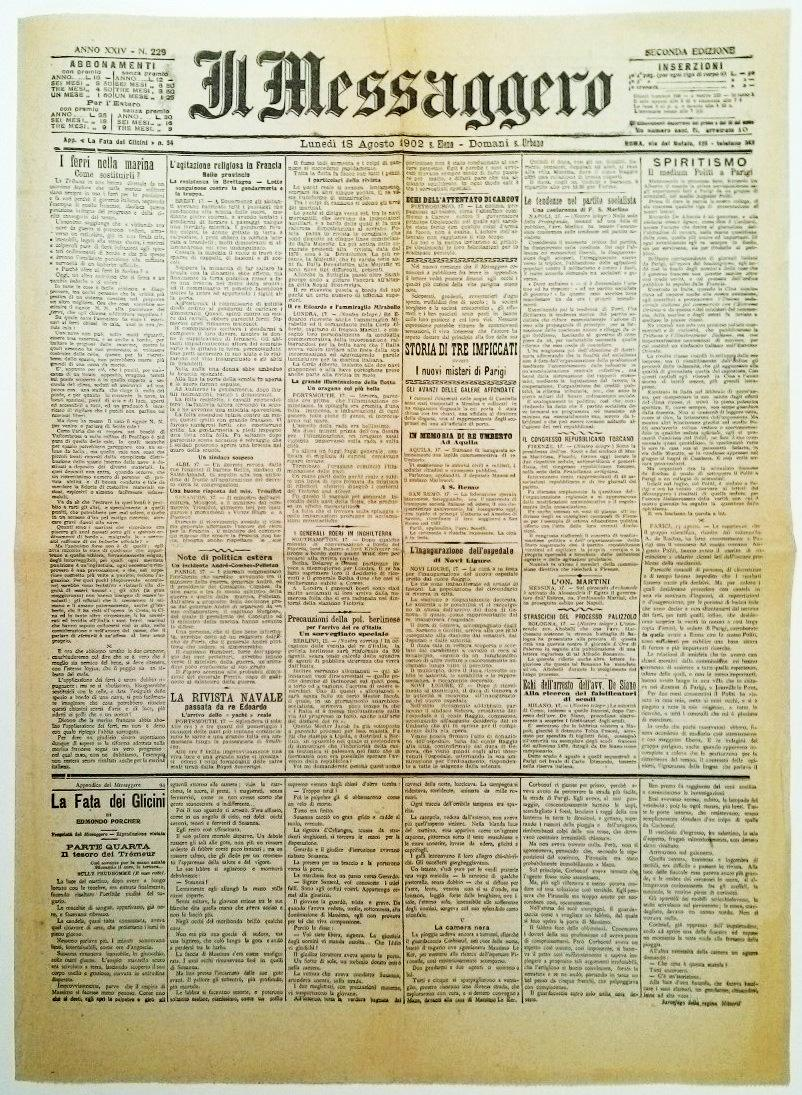
Prima pagina del Messaggero del 18 agosto 1902.

Il quotidiano è fondato a Roma l'8 dicembre 1878 dal milanese Luigi Cesana (all'epoca solo ventisettenne) e dallo spezzino Baldassarre Avanzini (già fondatore de Il Fanfulla a Firenze). Tra il 16 e il 19 dicembre vengono stampati quattro numeri di prova. Escono come inserti de Il Fanfulla, quotidiano che dal 1871 si stampa a Roma e di cui uno dei proprietari è il padre di Cesana.
Le pubblicazioni regolari iniziano il 1º gennaio 1879 con una tiratura di 20 000 copie. Il prezzo è di 5 centesimi, com'è d'uso all'epoca per i giornali di quattro pagine. La testata porta il nome di "Messaggiero" (dal 5 febbraio abbandona la "i"). Il primo direttore è Fedele Albanese, cui subentra in aprile il giornalista e fumettista Luigi Arnaldo Vassallo (Gandolin).
Il nuovo quotidiano si nota per il suo formato ridotto. È fatto per lo più di notizie prese da altri giornali. Non ha coloritura politica, ma punta tutto sulla cronaca, specialmente sui fatti che accadono nella capitale. Vassallo dà molto risalto al processo Fadda, che coinvolge ambienti dell'alta società romana. Il giornale, attraverso i suoi resoconti, mette alla berlina i personaggi più influenti della nobiltà capitolina. Grazie alla notorietà acquisita nei primi due anni di vita, Il Messaggero raggiunge una tiratura di 35 000 copie. Nel 1880 il cofondatore Luigi Cesana assume personalmente la guida del quotidiano.
Forte del successo di vendita, nel 1888 Cesana rinnova interamente la produzione del giornale, adottando, primo in Italia, la stereotipia. Viene potenziata la distribuzione: Il Messaggero esce in due edizioni. Nel 1890 il quotidiano romano vende 45 000 copie: è il secondo per diffusione e per importanza di tutta l'Italia centrale dopo La Tribuna. La linea politica verso Giovanni Giolitti è inizialmente di sostegno, poi di contrasto.

### Il primo Novecento
Il successore di Cesana, nel 1905, è Ottorino Raimondi, proveniente dalla redazione romana del Corriere della Sera.

Alle elezioni comunali del 1907 Il Messaggero dichiara il suo appoggio al candidato Ernesto Nathan, capo del "Blocco del Popolo". Il quotidiano sostiene il sindaco durante il suo mandato (dal 1907 al 1913).
Alla vigilia della prima guerra mondiale Il Messaggero è il secondo quotidiano di Roma, con 70 000 copie diffuse, dietro a Il Giornale d'Italia. Il quotidiano appoggia la campagna interventista e, a guerra iniziata, molti suoi redattori partono per il fronte. Negli anni del conflitto la tiratura supera le 100 000 copie.
A partire dal 1918, per far fronte alla riduzione della foliazione a 4 pagine (a causa della guerra in corso), il quotidiano lancia numerosi supplementi settimanali: Il Messaggero dello sport, Il Messaggero commerciale, Il Messaggero giudiziario e Il Messaggero della domenica. Nel 1920 il quotidiano si trasferisce nell'attuale sede di via del Tritone 152 (tra piazza Barberini e il Corso) prendendo il posto dell'Hotel Select.

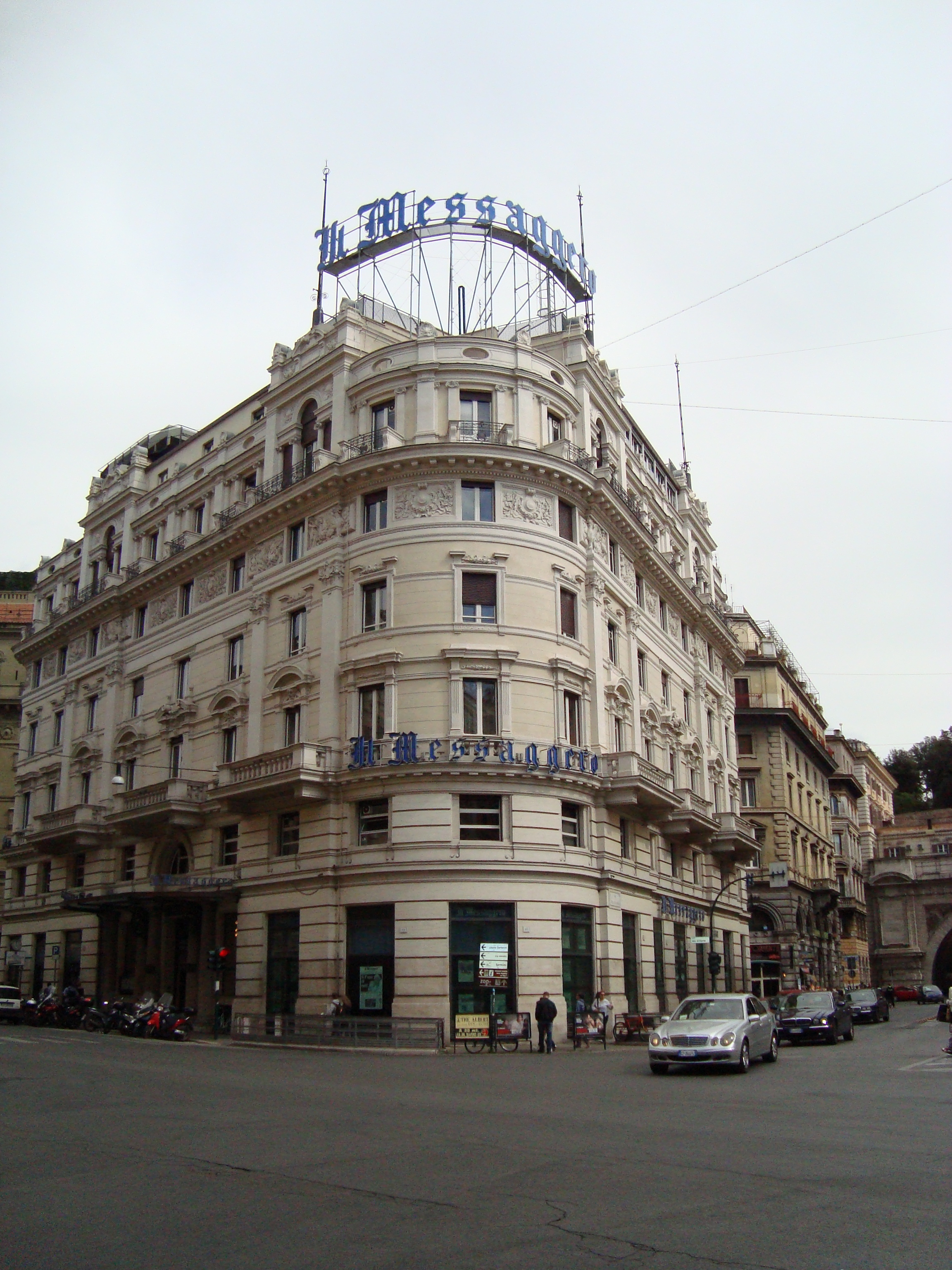
Il palazzo del Messaggero in via del Tritone.

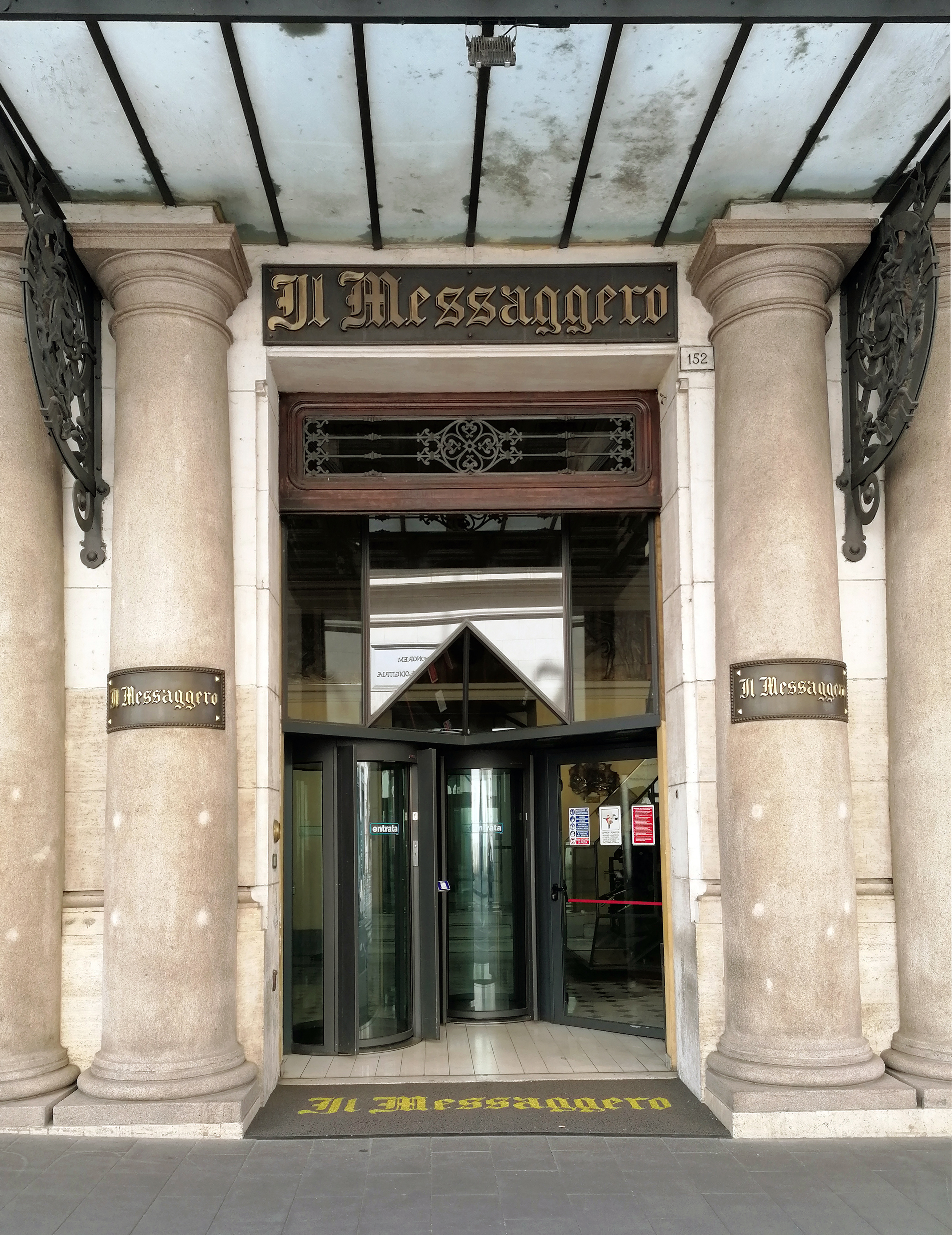
L'ingresso principale, che si affaccia su via del Tritone.

Durante gli anni venti Il Messaggero subisce un calo di vendite. Nel novembre 1932 viene chiamato a risollevare il giornale Francesco Malgeri. In soli due anni di lavoro il nuovo direttore modernizza il quotidiano e ne fa una testata di rango nazionale. Malgeri chiama a collaborare col quotidiano giornalisti affermati come Mario Missiroli, Vittorio Gorresio, Ermanno Contini, Sandro De Feo, Renzo Rossellini, Diego Calcagno, Vincenzo Talarico, Giuseppe Longo. Inoltre, invita a collaborare alla Terza pagina personalità del calibro di Alberto Moravia, Ugo Betti, Gaetano Volpe, Guido Mazzoni, Luigi Salvatorelli, Ruggero Orlando, Arturo Tofanelli, Renzo Sereno, Giovanni Comisso, Diego Valeri. Mario Missiroli, collaboratore principe del giornale, era l'autore di quasi tutti gli articoli di fondo ma, essendo egli inviso al regime fascista, gli articoli venivano pubblicati in forma anonima.
Nel 1940 Il Messaggero ha una tiratura media di 240 000 copie e si attesta al quinto posto tra i maggiori quotidiani italiani. Guidato autorevolmente da Malgeri, è insieme un giornale popolare e attendibile.
Il 25 luglio 1943 cade il regime fascista. L'articolo di fondo del 26-27 luglio viene scritto da Mario Pannunzio e Arrigo Benedetti assieme a Leo Longanesi, Ennio Flaiano e Mario Soldati. In agosto viene nominato direttore Tomaso Smith.

Nei giorni immediatamente successivi al Proclama Badoglio (8 settembre), Roma subisce l'occupazione tedesca. I nazisti comunque consentono l'uscita del quotidiano nelle edicole.
Il 4 giugno 1944 Roma viene liberata dagli Americani. Il primo direttore dopo la Liberazione è Tomaso Smith, personaggio non compromesso col regime. Il Messaggero «indipendente» guidato da Smith esce per tre giorni. Il 9 giugno le autorità vietano tutti i quotidiani romani, «per la passata attività» di fiancheggiamento della Repubblica Sociale Italiana e dell'occupante tedesco, oltre che per ridurre il grande consumo di carta.
Il giornale torna in edicola il 21 aprile (Natale di Roma) del 1946 con il nuovo nome di Messaggero di Roma.

### Il secondo Novecento: la direzione di Alessandro Perrone
(Nino Longobardi)
La famiglia Perrone, segnatamente Mario e il figlio Alessandro, riprende la gestione del quotidiano. In settembre è nominato come nuovo direttore Mario Missiroli; il redattore capo è Vincenzo Spasiano. Nel 1952, dopo la morte del padre Mario (proprietario al 50% del giornale), Alessandro Perrone prende direttamente la guida del Messaggero assumendone la direzione. Redattori di spicco sono Fabrizio Menghini, capo dei servizi giudiziari e Nino Longobardi, arguto commentatore di costume, nella rubrica di terza pagina "Cronache Italiane". Un'altra rubrica "di punta" è Avventure in città, dialogata in dialetto romanesco e redatta da Giancarlo Del Re. Nel 1956 cominciano ad apparire le vignette umoristiche dell'illustratore Alfonso Artioli. Il giornale continua ad avere, inoltre, collaboratori autorevoli che ne confermano il prestigio: Benedetto Croce, Luigi Salvatorelli, Pietro Paolo Trompeo, Manara Valgimigli, Amedeo Maiuri, Vincenzo Cardarelli, Aldo Valori, Alfredo Panzini, Giovanni Spadolini, Orio Vergani, Giorgio Bocca. Mantiene saldamente la quarta posizione tra i quotidiani nazionali, dopo Corriere, Stampa e Gazzetta del Popolo.
Nel 1967 il quotidiano pubblica a puntate l'anticipazione delle memorie di Luigi Federzoni, gerarca del regime fascista. La pubblicazione inizia in febbraio, un mese dopo la morte di Federzoni, e si conclude in marzo. Nel 1968 Alessandro Perrone avvia un nuovo corso tecnologico al giornale. Istituisce, primo in Italia, l'Ufficio grafico, chiamando a dirigerlo due esperti come Piergiorgio Maoloni e Pasquale Prunas. La nuova impaginazione, il rapporto tra immagini, testi e titoli, rivoluzionano l'aspetto del giornale. Nel 1969 lo sbarco sulla Luna è annunciato con un'unica grande foto con un titolo lapidario: Scesi!. «Il Messaggero» diventa il nuovo modello grafico e fotografico della stampa quotidiana italiana». Nei primi anni settanta il quotidiano romano assume una linea politica di sinistra laica. Nel 1970, Perrone assume Silvano Rizza, già redattore del Giorno e del Corriere di Sicilia e lo mette a capo dei servizi della cronaca di Roma, la spina dorsale del giornale. Nel 1973 viene nominato redattore capo Giampaolo Pansa, proveniente anch'egli dal Giorno.
Tra il 1973 e il 1974 cambia l'assetto proprietario del Messaggero. Nel 1973, infatti, nasce una vertenza tra Alessandro e Ferdinando Perrone, cugini e proprietari alla pari del quotidiano, sulla linea politica del giornale molto vicina alla sinistra. Lo scontro si trascina per un anno e si conclude con la cessione del Messaggero alla Montedison.
La redazione non accetta il passaggio ad un'azienda pubblica (cioè governativa) ed entra in sciopero. Il 12 maggio 1974 il comitato di redazione fa pubblicare un'intera pagina di protesta sul giornale. La trattativa per la cessione comunque va in porto. Dopo un mese e mezzo di braccio di ferro viene trovata una soluzione di compromesso: la Montedison accetta alla direzione un uomo proveniente dalla sinistra come Italo Pietra. Pietra, già direttore del Giorno arriva a Roma portando tre firme importanti dal quotidiano milanese: Sergio Turone, Luigi Fossati (insediatosi come vice-capo redattore e poi nominato condirettore) e Vittorio Emiliani.
In occasione del referendum sul divorzio (12-13 maggio 1974) il quotidiano si schiera per il "No", confermando la propria linea politica. Dopo Pietra seguono alla direzione Luigi Fossati (1975) e, nel 1980, Vittorio Emiliani. Con la sua conduzione (1980-1987) si espande la Cronaca di Roma, che passa da 4 a 6 pagine e viene collocata a partire da pagina 6, cioè dopo la cultura e prima delle sezioni di politica interna ed estera. Nel 1977 il governo sopprime alcune festività, tra cui la Befana. «Il Messaggero» lancia una appassionata campagna di stampa in favore del suo ripristino. Con la sua rubrica Aridatece la Befana, curata da Aldo De Luca, il quotidiano romano raccoglie migliaia di firme. L'iter burocratico fu piuttosto lungo, ma si concluse felicemente nel 1985 con il ripristino della ricorrenza come festa nazionale.
Nel 1982 il quotidiano romano, pur surclassato dalla Repubblica in campo nazionale, era comunque il sesto quotidiano italiano con 290 863 copie di tiratura media (il quarto se si escludono i quotidiani sportivi). Nello stesso periodo iniziano a svilupparsi le edizioni provinciali, in linea con il progressivo sviluppo della stampa locale in tutto il Paese. Aprono le redazioni regionali di Abruzzo, Umbria e Marche. Qui Il Messaggero esce in un formato tabloid che riscontra un successo immediato. Con Vittorio Emiliani si conclude l'esperienza al Messaggero dei due grafici Piergiorgio Maoloni e Pasquale Prunas, che avevano rinnovato il giornale. Il Messaggero di Emiliani vende in media 270 000 copie giornaliere.

### Dai Ferruzzi a Caltagirone

Il Messaggero sponsor della squadra di volley del, entrambi all'epoca nell'orbita della Ferruzzi di Raul Gardini.

Nel 1987 il nuovo proprietario del quotidiano, il gruppo Ferruzzi, chiama alla direzione Mario Pendinelli. Dopo tre anni Il Messaggero sfonda quota 300 000 copie, il massimo risultato del dopoguerra, ma i costi sostenuti per raggiungere il risultato sono elevati. Il quotidiano ha effettuato costosi investimenti: è stata migliorata la veste grafica, sono stati messi sotto contratto prestigiosi commentatori stranieri.
Alla fine degli anni ottanta, il quotidiano apre una redazione a Ravenna, città di provenienza di Raul Gardini, patron della Ferruzzi, e altre a Rimini, Forlì e Cesena. Con il numero del 2 gennaio 1990 la testata viene accorciata da «Il Messaggero di Roma» (che durava dal 1946) a «Il Messaggero».
A fine 1993, dopo la fine del gruppo Ferruzzi e l'allontanamento di Gardini, e un periodo in cui editore era Carlo Sama, Mario Pendinelli lascia Il Messaggero e fonda un suo quotidiano, L'Informazione, che esce nel 1994 ma avrà vita breve. Il suo successore alla testata romana è, dal dicembre 1993, Giulio Anselmi, condirettore del Corriere della Sera. Nel suo fondo d'esordio, Anselmi descrive con queste parole il momento che la nazione sta attraversando (siamo in piena tangentopoli e si sono appena svolte le elezioni per il sindaco di Roma):

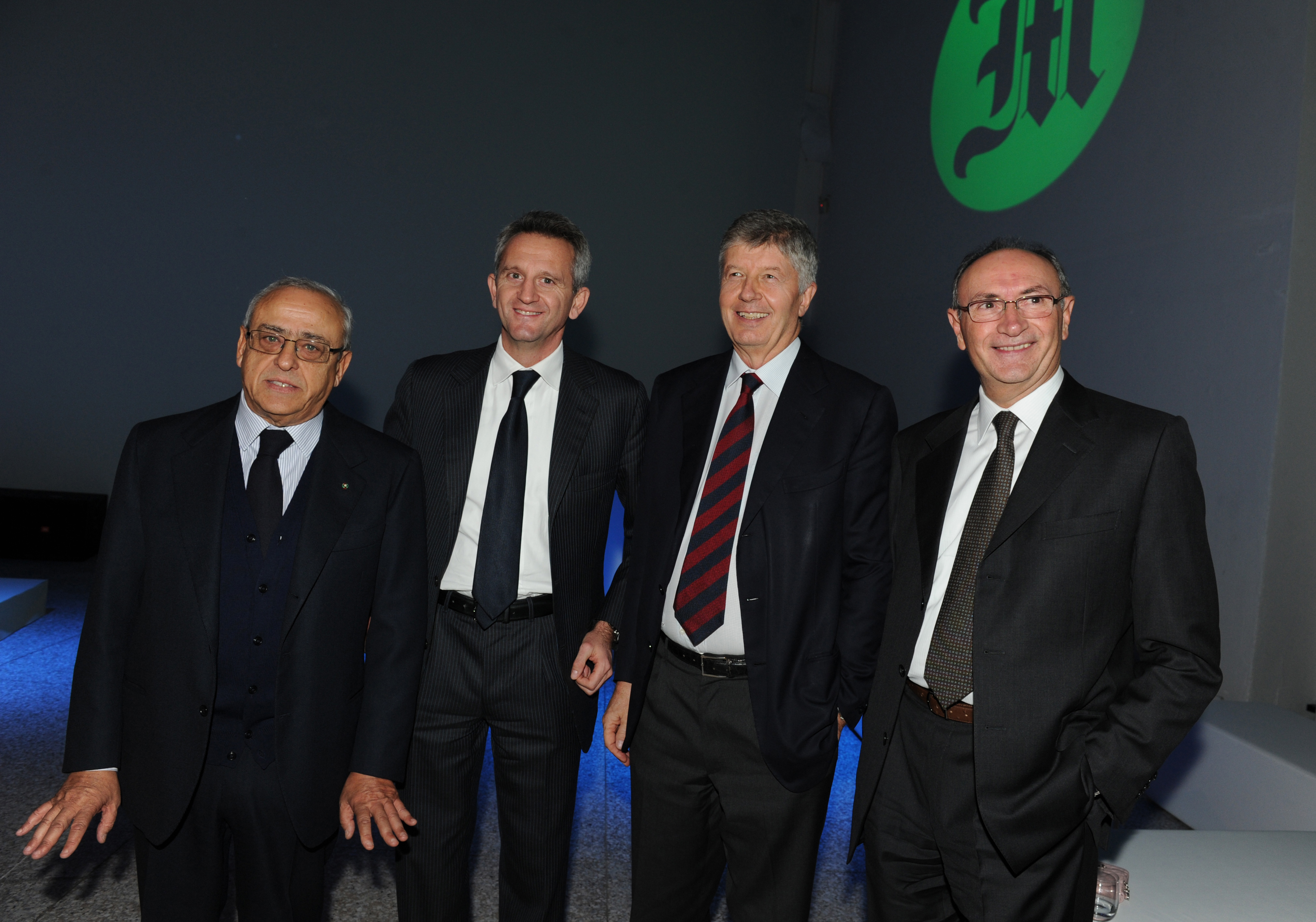
Il presidente Francesco Gaetano Caltagirone con Alberto Nagel, Gabriele Galateri e Federico Ghizzoni all'evento di restyling del quotidiano.

Anselmi, alla prese con il problema del contenimento dei costi, riduce la redazione e chiude le edizioni romagnole del quotidiano. Quando, nel giugno 1996, il costruttore romano Francesco Gaetano Caltagirone compra Il Messaggero, Anselmi viene licenziato; Pietro Calabrese viene promosso da vice direttore a direttore. Calabrese rimarrà alla guida del giornale per tre anni e mezzo. Durante la sua direzione il quotidiano romano riesce a sfondare quota 300 000 copie, ritornando ai suoi massimi livelli di vendita. L'editore Caltagirone è il primo in Italia a nominare una donna, Rita Pinci,  prima redattore capo centrale e poi vicedirettore di un quotidiano. Sulla scia dei giornali nazionali, anche il quotidiano romano comincia ad offrire inserti e gadget ai propri lettori.
Dopo Calabrese è la volta di Paolo Graldi, proveniente da Il Mattino, altro quotidiano del gruppo Caltagirone. Con Graldi l'editore trova una notevole identità di vedute. Infatti, dopo soli due anni, viene nominato direttore editoriale. Al suo posto viene chiamato nel 2002 Paolo Gambescia, direttore del quotidiano partenopeo. Gambescia rinnova le pagine cultura e spettacoli chiamando a dirigerle Piero Mei e Piero Santonastaso.
L'avvicendamento del direttore si ripete quattro anni dopo con Roberto Napoletano - già capo della redazione romana e vicedirettore de Il Sole 24 Ore - che entra in via del Tritone con la carica di condirettore (settembre 2004) e dal febbraio 2006 passa al ruolo di direttore.
Nel 2011 Napoletano lascia e torna al Sole 24 Ore; dal 21 marzo il nuovo direttore del Messaggero è Mario Orfeo (anch'egli, come Gambescia, aveva diretto Il Mattino).
Nell'autunno del 2012 il quotidiano romano effettua un deciso restyling della veste grafica e del sito web, ad opera dello spagnolo Sergio Juan. Al rinnovo dell'immagine si accompagna l'avvicendamento alla direzione. Al posto di Mario Orfeo, nominato alla guida del TG1, subentra Virman Cusenza, proveniente anch'egli, come Gambescia ed Orfeo, dalla direzione de Il Mattino.
Dal 2016 il famoso blog per la risoluzione di generici problemi informatici e tecnologici Aranzulla.it entra a far parte della rete web del gruppo del Messaggero, contribuendo al suo traffico e ai relativi introiti pubblicitari.
Nel settembre 2018 Il Messaggero rinnova il proprio sito internet ed introduce un sistema di accesso a pagamento denominato metered paywall, che consente la lettura di 10 articoli gratuiti, dopo i quali diventa necessario l'abbonamento.

## Variazioni dell'assetto proprietario
- 1878. Baldassarre Avanzini, spezzino, e Luigi Cesana, milanese, fondano la testata. Il capitale iniziale è di 20 000 lire: una metà sono di Cesana (che è anche proprietario del quotidiano) e l'altra metà sono in prestito[26]. La prima sede del giornale è in via del Seminario; la tipografia è a fianco della redazione. L'anno dopo si trasferisce in via del Bufalo 125, dove resterà per 40 anni.
- 1911. In dicembre Luigi Cesana cede Il Messaggero per due milioni di lire[27] a Giuseppe Pontremoli che, insieme a Luigi Della Torre, gerente della banca milanese banca Zaccaria Pisa, conclude l'acquisto del giornale romano. L'ingegner Pontremoli è consocio e gerente della «Società Editoriale Italiana» (S.E.I.), attraverso la quale gestisce anche il milanese Il Secolo e il napoletano Il Mattino.
- 1917. L'8 luglio la famiglia di imprenditori siderurgici Perrone, che controlla il gruppo industriale Ansaldo, assume il controllo del Messaggero cedutogli da Pontremoli e Della Torre. Ferdinando Maria Perrone affida ai due figli, Mario e Pio Perrone, la gestione del Messaggero.
- 1920. La sede del giornale si trasferisce, da via del Bufalo, nell'ex albergo Select, in Via del Tritone 152[28].
- 1934. Ingresso nella S.E.I. di Ferdinando, figlio di Pio, ventitreenne, come direttore amministrativo.
- 1940. Ingresso nella S.E.I. di Alessandro, figlio di Mario, ventenne, come ispettore generale.
- 1944, 4 giugno. All'indomani della Liberazione di Roma Il Messaggero è sospeso dagli alleati e sottoposto a una fase di commissariamento. La gestione viene affidata all'APB (Allied Publication Board anglo-americano.).
- 1945. Partenza delle truppe alleate. Il Messaggero torna alla famiglia Perrone. Il pacchetto azionario è diviso in parti eguali tra Pio e Mario Perrone. Pio è il presidente; Mario l'amministratore delegato. Anche la pubblicità dipende da una società della famiglia Perrone.
- 1952. Muore Pio Perrone. Il suo 50% della società passa ai tre figli: Ferdinando, Maria Ferdinanda (sposata Barluzzi) e Cleonice (sposata Theodoli). Alla direzione del quotidiano subentra Alessandro Perrone (figlio di Mario). Il cugino Ferdinando è il direttore amministrativo.
- 1968. Muore Mario Perrone. Anch'egli passa il suo 50% della società ai figli, che sono anch'essi tre: Isabella (sposata Grazioli), Vittoria (sposata Brivio Sforza) e Alessandro.
- 1973. L'editore Edilio Rusconi decide di scalare la società editoriale. Il 22 maggio acquista da Ferdinando Perrone e le due sorelle il loro 50%[29]. La cifra pattuita è di 4,5 miliardi di lire, comprendente anche la sede di Via del Tritone. Alessandro invece rifiuta di vendere la sua quota. Ferdinando, che per via dell'anzianità è presidente del consiglio di amministrazione, licenzia Alessandro da direttore responsabile. Rusconi nomina nuovo direttore Luigi Barzini junior, ma la redazione, il giorno del suo insediamento, blocca l'ingresso per non farlo entrare (2 luglio). Il 23 luglio il pretore di Roma emette una sentenza a favore di Alessandro, giudicando illegittimo il suo licenziamento. La scalata di Rusconi rimane incompiuta.
- 1974. Eugenio Cefis, presidente di Montedison, convince Vittoria Perrone (figlia di Mario) a cedergli la sua quota sociale[30]. Questa volta l'operazione va in porto: il 50% appartenente agli eredi di Mario passa alla Montedison. Con la fine della direzione di Alessandro Perrone si conclude l'era della famiglia genovese alla guida del Messaggero[31]. Il 13 maggio vengono rinnovati i vertici della società editrice del quotidiano: Raffaele Stracquadanio, manager di fiducia di Eugenio Cefis, viene nominato presidente. In settembre l'operazione si conclude con l'acquisizione, da parte di Montedison, della quota di Rusconi[32].
- 1987. Si compie la scalata del gruppo alimentare ravennate Ferruzzi alla Montedison. La nuova gestione fa ingenti investimenti. Ma l'amministratore delegato Carlo Sama crea un buco di 30 miliardi, che porta la società editrice sull'orlo del fallimento. Nel novembre 1994 si dimette il direttore Mario Pendinelli, oltre a Sama (poi indagato). Viene proclamato lo stato di crisi aziendale, che porta il giornale ad una pesante cura dimagrante (tra cui la chiusura di tutte le quattro edizioni locali romagnole, create da Ferruzzi e Gardini, e la messa in mobilità di tutti i giornalisti di quella regione)[33]. Lo stato di crisi viene gestito da Mediobanca, principale creditore del Gruppo Ferruzzi che, dopo un risanamento dei conti del giornale durato tre anni, lo mette in vendita.
- 1996. Dopo le elezioni politiche, in giugno Mediobanca e Ferruzzi cedono il quotidiano a Francesco Gaetano Caltagirone per la cifra di 356 miliardi di lire; il gruppo Caltagirone crea una propria società editoriale, la Caltagirone Editore che ingloba anche Il Mattino di Napoli. Successivamente aprirà un portale Internet, darà vita al giornale a distribuzione gratuita Leggo e acquisterà anche Il Gazzettino di Venezia, Il Nuovo quotidiano di Puglia di Lecce e il Corriere Adriatico di Ancona.

## Direttori
- Fedele Albanese (16 dicembre 1878 - aprile 1879)

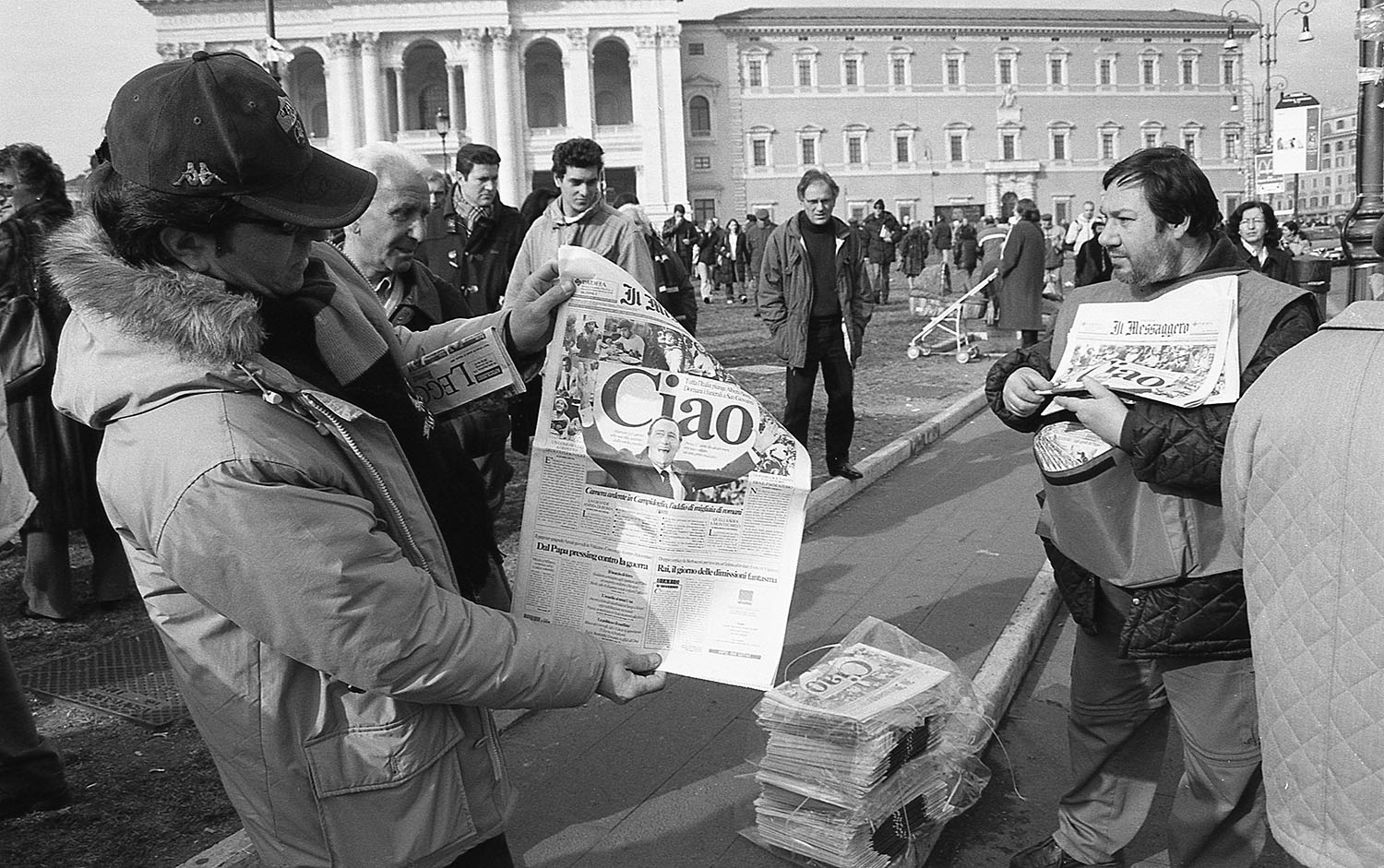
Edizione straordinaria per il funerale di Alberto Sordi a piazza San Giovanni (2003)

- Luigi Arnaldo Vassallo (aprile 1879 - 21 agosto 1880)
- Luigi Cesana (22 agosto 1880 - 16 ottobre 1909)
  - Luigi Arnaldo Vassallo (condirettore, 22 agosto 1880-1883)
  - Ottorino Raimondi (vicedirettore, 17 aprile 1905 - 6 giugno 1908)
  - Raffaele Lucente (caporedattore con funzioni di direttore, 7 giugno 1908 - 28 aprile 1909)

Scelti da Luigi Cesana
- Italo Carlo Falbo (17 ottobre 1909 - 9 gennaio 1912)
- Roberto Villetti (10 gennaio 1912 - 25 dicembre 1916)

Scelti dalla famiglia Perrone
- Italo Carlo Falbo (26 dicembre 1916 - 26 febbraio 1921)
- Virginio Gayda (27 febbraio 1921 - 27 marzo 1926)

Graditi al regime fascista
- Pier Giulio Breschi (28 marzo 1926 - 30 aprile 1931)
- Crispolto Crispolti (1º maggio 1931 - 3 dicembre 1932)
- Francesco Malgeri (4 dicembre 1932 - 17 luglio 1941)
- Fausto Buoninsegni (18 luglio 1941 - 10 febbraio 1943)
- Alessandro Pavolini (11 febbraio - 27 luglio 1943)

Dopo la caduta del fascismo: nomina approvata dal Minculpop defascistizzato
- Pio Perrone (28 luglio - 3 agosto 1943)
- Tomaso Smith (4 agosto - 13 settembre 1943)

Graditi al regime della R.S.I.
- Alfonso Novara (14 settembre - 15 dicembre 1943) [come redattore responsabile][35]
- Bruno Spampanato (16 dicembre 1943 - 4 giugno 1944)

Dopo la Liberazione di Roma
- Tomaso Smith, 2ª volta (6, 7 e 8 giugno 1944)

Sospeso per deliberazione dell'«Allied Publication Board» anglo-americano il 9 giugno 1944, le pubblicazioni riprendono il 21 aprile 1946 con la testata Messaggero di Roma
- Arrigo Jacchia (21 aprile 1946 - 14 settembre 1946)

Scelti dalla famiglia Perrone
- Mario Missiroli (15 settembre 1946 - 15 settembre 1952)
- Alessandro Perrone (16 settembre 1952 - giugno 1973; 23 luglio 1973 - 27 maggio 1974)[36]

Scelti dalla Montedison
- Italo Pietra (28 maggio 1974 - 23 giugno 1975)
- Luigi Fossati (24 giugno 1975 - 31 dicembre 1979)
- Vittorio Emiliani (1º gennaio 1980 - 26 gennaio 1987)

Scelti dal gruppo Ferruzzi
- Mario Pendinelli (27 gennaio 1987 - 24 novembre 1993)
- Giulio Anselmi (25 novembre 1993 - 5 giugno 1996)

Scelti dal gruppo Caltagirone
- Pietro Calabrese (6 giugno 1996 - 25 settembre 2000)
- Paolo Graldi (26 settembre 2000 - 1º luglio 2002)
- Paolo Gambescia (2 luglio 2002 - 31 gennaio 2006)
- Roberto Napoletano (1º febbraio 2006 - 27 marzo 2011)
- Mario Orfeo (28 marzo 2011 - 9 dicembre 2012)
- Virman Cusenza (10 dicembre 2012 - 6 luglio 2020)[37]
- Massimo Martinelli (7 luglio 2020 - 1º maggio 2024)[38]
- Alessandro Barbano (3 maggio 2024 - 3 giugno 2024)[39]
- Guido Boffo  (4 giugno 2024 - in carica)

## Firme
- Nicola Pinna
- Simona Antonucci
- Niki Barbati
- Salvatore D'Amelio, direttore del supplemento Il Messaggero Giudiziario
- Raffaele Genah
- Franca Giansoldati, vaticanista
- Ruggero Guarini, per diversi anni capo dei servizi culturali
- Fabio Isman
- Mario Mariani, corrispondente di guerra durante la IGM
- Vincenzo Martucci
- Fabrizio Menghini, per diversi anni capo dei servizi giudiziari
- Giovanni Merloni
- Marco Molendini (caporedattore e critico musicale)
- Jacopo Orsini
- Marida Lombardo Pijola
- Ezio Pasero
- Lino Cascioli
- Luca Ricolfi
- Rosso di San Secondo
- Piero Santonastaso, per diversi anni capo dei servizi culturali
- Gloria Satta
- Andrea Scarpa
- Federico Tozzi, direttore del supplemento letterario Il Messaggero della Domenica
- Aldo Valori
- Orio Vergani
- Paolo Zaccagnini, critico musicale negli anni ottanta, novanta e duemila
- Fabrizio Zampa

## Edizioni
Il Messaggero ha una foliazione media di 60 pagine; viene distribuito con un'edizione nazionale ed undici edizioni locali, di cui otto nel Lazio (Roma, Metropoli, Ostia-litorale, Viterbo, Civitavecchia, Frosinone, Latina, Rieti).
 
Le altre sono realizzate in Abruzzo, in Umbria e Marche.

## Diffusione

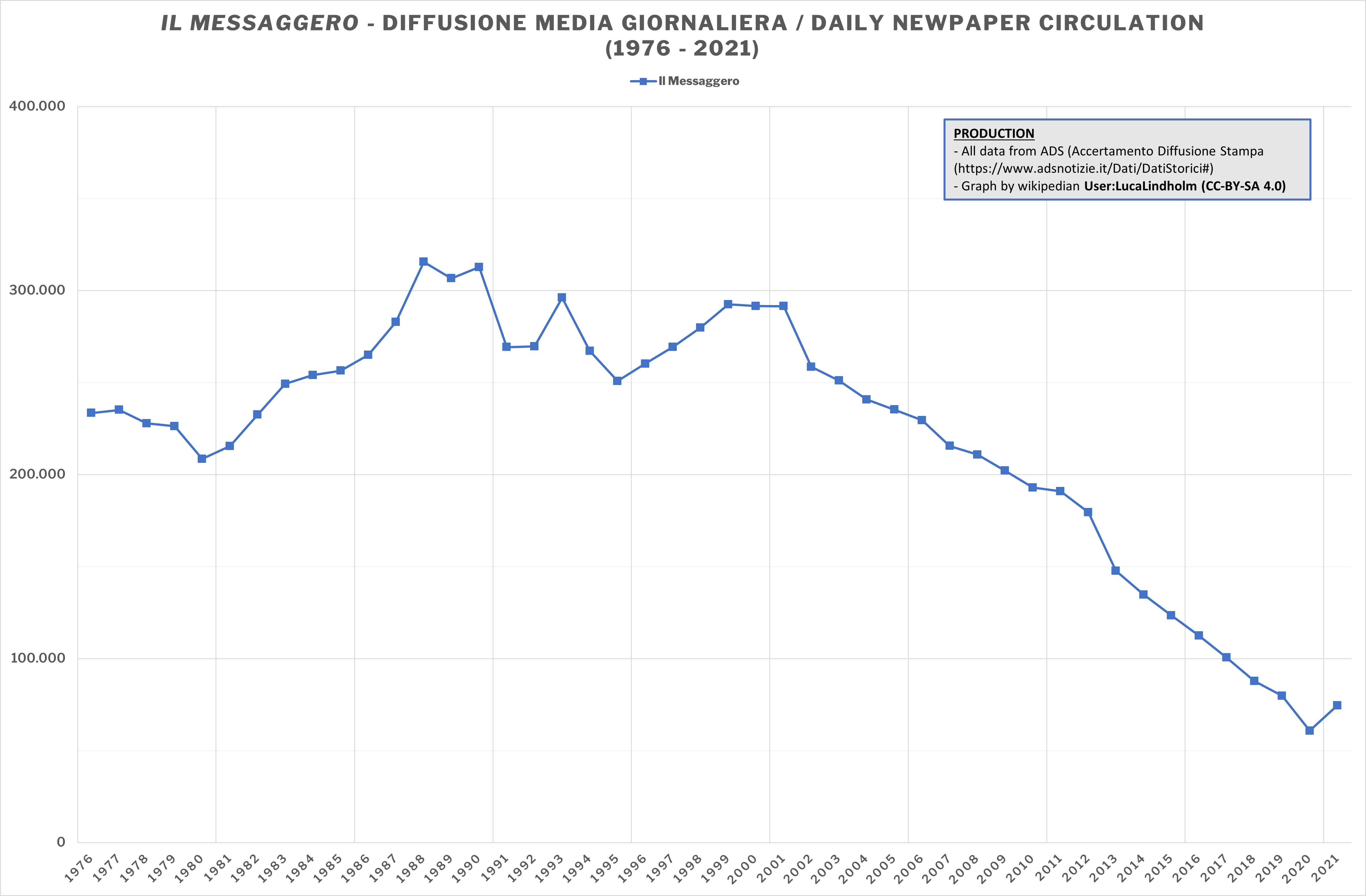
Diffusione media giornaliera de "Il Messaggero" dal 1976 ad oggi (dati ADS).

La diffusione di un quotidiano si ottiene, secondo i criteri di Accertamenti Diffusione Stampa (ADS), dalla somma di: Totale Pagata + Totale Gratuita + Diffusione estero + Vendite in blocco.

Dal 2021 ADS ha abbandonato la distinzione tra copia cartacea e copia digitale, che è stata sostituita dalla distinzione tra «vendite individuali» (copie pagate dall’acquirente) e «vendite multiple» (copie pagate da terzi).
| Anno | Diffusione |
| ---- | ---------- |
| 2023 | 65 377     |
| 2022 | 70 021     |
| 2021 | 74 542     |

| Anno | Totale diffusione (cartacea + digitale) | Diffusione cartacea | Tiratura |
| ---- | --------------------------------------- | ------------------- | -------- |
| 2020 | 75 227                                  | 60 808              | 94 701   |
| 2019 | 90 542                                  | 79 787              | 116 858  |
| 2018 | 98 969                                  | 87 799              | 128 622  |
| 2017 | 109 046                                 | 100 568             | 144 337  |
| 2016 | 118 189                                 | 112 465             | 156 085  |
| 2015 | 129 041                                 | 123 504             | 170 723  |
| 2014 | 142 461                                 | 134 762             | 192 843  |
| 2013 | 151 478                                 | 147 705             | 212 080  |

| Anno | Diffusione |
| ---- | ---------- |
| 2012 | 179 557    |
| 2011 | 190 933    |
| 2010 | 192 912    |
| 2009 | 202 158    |
| 2008 | 210 842    |
| 2007 | 215 581    |
| 2006 | 229 560    |
| 2005 | 235 353    |
| 2004 | 240 778    |
| 2003 | 251 078    |
| 2002 | 258 561    |
| 2001 | 291 543    |
| 2000 | 291 571    |
| 1999 | 292 515    |
| 1998 | 279 869    |
| 1997 | 269 385    |
| 1996 | 260 225    |
| 1995 | 250 892    |

Dati ADS.